# Synagoga w Tuliszkowie
Synagoga w Tuliszkowie – synagoga znajdująca się w Tuliszkowie przy ulicy 1 Maja.
Synagoga została zbudowana w XIX wieku. Podczas II wojny światowej hitlerowcy zdewastowali synagogę i urządzili w niej urząd pracy. Po zakończeniu wojny budynek został przebudowany na mieszkania dla dzieci Żydów pomordowanych w II wojnie światowej.